# علي أباد بوزة روغن تشراغي (هشيوار)
علي أباد بوزة روغن تشراغي (بالفارسية: علی‌آباد پوزه روغن چراغی) هي قرية تقع في إيران في البلدة المركزية. يقدر عدد سكانها بـ 189 نسمة .